# 안현호
안현호(安玹鎬, 1957년 11월 5일 ~ , 경상남도 함안군)는 지식경제부 차관을 지낸 공무원이다. 2017년 5월 26일 대한민국의 문재인 정부 초대 일자리수석으로 내정되었었으나 6월 1일 인사검증 문제로 내정을 철회하였다.

## 학력
- 서울대학교 무역학 학사
- 중앙고등학교 졸업

## 경력
- 방위산업공제조합 이사장
- 한국항공우주산업 대표이사
- 한국산업기술대학교 총장
- 한국무역협회 부회장
- 국제과학비즈니스벨트위원회 당연직위원
- 지식경제부 제1차관
- 산업자원부 산업경제실 실장
- 산업자원부 산업정책국 국장
- 산업자원부 총무과 과장
- 산업자원부 자본재산업국 과장
- 산업자원부 산업입지환경과 과장
- KOTRA 아틀란타 무역관
- 통상산업부 총무과
- 제25회 행정고시 합격